# Gare de Saint-Maurice (France)
Pour les articles homonymes, voir Gare de Saint-Maurice.
La gare de Saint-Maurice est une gare française désaffectée située sur la commune de Saint-Maurice-sur-Moselle, dans le département des Vosges. La gare est encore desservie mais par des cars TER Lorraine (Ligne 8).

## Service des voyageurs

### Desserte
La gare de Saint-Maurice est uniquement desservie par des cars TER Lorraine de la ligne 08 : Remiremont - Bussang.